# Tatuí (tiểu vùng)
Tatuí là một tiểu vùng thuộc bang São Paulo, Brasil. Tiều vùng này có diện tích 2243 km², dân số năm 2007 là 209648 người.